# Даніела Ірашко-Штольц
Даніела Ірашко-Штольц (нім. Daniela Iraschko, 12 листопада 1983) — австрійська спортсменка, що спеціалізується в стрибках із трампліна, олімпійська медалістка, дворазова чемпіонка світу, призерка світових першостей.

## Кар'єра
Даніела — перша жінка, що зуміла здійснити політ на відстань понад 200 метрів. Сталося це у 2003 під час тренувальних стрибків.
Вона тричі вигравала стрибки з трампліна на Хомленколленському лижному фестивалі: у 2001, 2002 та 2003 роках. Вона переможець Жіночого континентального кубка сезону 2009/2010.
Золоту медаль чемпіонки світу вона виборола на чемпіонаті 2011, що проходив у Холменколлені.
На Олімпіаді в Сочі, перших іграх, до програми яких увійшли стрибки з трампліна серед жінок, Даніела виборола срібну медаль в змаганнях на нормальному трампліні.
Також Ірашко-Штольц професійно займається футболом. Вона грає на позиції воротаря за жіночу команду футбольного клубу «Ваккер».

## Особисте життя
Даніела Ірашко відкрита лесбійка. Вона здійснила камінг-аут в лютому 2012 року. 31 серпня 2013, в Інсбруку, вона вступила в громадянське партнерство зі своєю багаторічною партнеркою Ізабелою Штольц (Isabela Stolz) і взяла подвійне прізвище Ірашко-Штольц.